# Ernie Reyes, Jr.
Ernest E. Reyes, Jr. (15 de enero de 1972, San José de California), es un actor y artista marcial estadounidense nieto de inmigrantes filipinos. Es hijo del actor y practicante de taekwondo Ernie Reyes Sr., además tiene tres hermanos y dos hermanas, uno de sus hermanos es el actor Lee Reyes. Él interpretó en la década de los años 80 la serie televisiva Sidekicks entre 1986 y 1987 si bien su carrera como actor empezó en 1985. Además compartió filmes con actores como Arnold Schwarzenegger y Brigitte Nielsen.

## Selección de filmografía
- Act of Valor (2012) como Recruit
- The Red Canvas (2008) como Johnny Sánchez
- Indiana Jones y el reino de la calavera de cristal (2008) como Cemetery Warrior #2
- The Rundown (2003) como Manito
- Rush Hour 2 (2001) como Zing
- Poolhall Junkies (2002) como Tang
- Secret of the Horse (2001) (TV) como Victor Tran
- The Process (1998) como Jesse
- White Wolves II: Legend of the Wild (1995) como Steve
- P.C.H. (1995) (TV) como Koji
- Surf Ninjas (1993) como Johnny
- Las Tortugas Ninja II (1991) como Keno
- Las tortugas ninja (1989) doble de acción de Donatello
- Ernie and Master Kim (1989) como Ernie
- Sidekicks (1986) como Ernie Lee
- Red Sonja (1985) como el Príncipe Tarn.
- The Last Dragon (1985) como Tai (estudiante de karate)